# Машайх, Сьякьера
Сьякьера Машайх (малайск. Syaqiera Mashayikh; род. 24 ноября 2000, Джохор) — малайзийская лучница, выступающая в соревнованиях в стрельбе из олимпийского лука. Участница Олимпийских игр 2020 года.

## Биография
Сьякьера Машайх родилась 24 ноября 2000 года в Сегамате (султанат Джохор).
Училась по специальности «коммуникации» в университете Путра в Малайзии.

## Карьера
Сьякьера Машайх стала заниматься стрельбой из лука в 2012 году, последовав за старшим братом.
Тренируется под руководством Мухаммада Марбави Сулаймана.
Малайзийская лучница выступила на этапе Кубка мира 2021 года в Париже. В составе смешанной команды она достигла 1/16 финала, а в индивидуальном первенстве выбыла из борьбы за медали уже в первом раунде после поражения от словацкой лучницы Александры Лонговой. Малайзия не получила путёвку на Олимпийские игры после поражения Сьякьеры Машайх швейцарке Валентине де Джули уже на стадии 1/32 финала отборочного турнира, проходившего также в рамках этапа Кубка мира в Париже. Однако из-за невыполнения спортсменами других стран требований о минимальном результате в 605 очков, одна из путёвок была перераспределена для Малайзии.
Сьякьера Машайх на Олимпийских играх 2020 года, перенесённых из-за пандемии коронавируса на год, стала 43-й в рейтинговом раунде, набрав 630 очков из 720 возможных. Её результат и итог предварительной стрельбы Хайрула Ануар Мохамада не позволили Малайзии квалифицироваться в основные соревнования в миксте. В первом раунде женского индивидуального первенства малайзийская лучница попала на россиянку Елену Осипову, которой уступила со счётом 4:6. Последняя стала затем серебряным призёром Игр.